# Fayik Abdi
Fayik Abdi (San Diego, 1997) is een alpineskiër uit Californië. Sinds 2021 neemt hij deel aan FIS wedstrijden onder de vlag van Saoedi-Arabië. Hij maakte in november 2021 zijn debuut in het Zweedse Kåbdalis. Tijdens het seizoen 2021/2022 kwalificeerde hij zich voor de Olympische Winterspelen 2022 in Beijing. Abdi is daarmee de eerste wintersporter die namens Saudi-Arabië deelneemt aan de Olympische Spelen.